# Tales of Berseria
Tales of Berseria (テイルズ オブ ベルセリア Teiruzu Obu Beruseria?) es un videojuego de rol desarrollado y distribuido por Bandai Namco para las plataformas PlayStation 3, PlayStation 4 y Microsoft Windows. Es la decimosexta entrega de la serie principal de Tales of. Fue lanzado en Japón el 18 de agosto de 2016, y en el resto del mundo en enero de 2017.

## Argumento
Tales of Berseria toma lugar en el Reino Sagrado de Midgand, un país muy poderoso que gobierna sobre el continente archipiélago del mundo. El mundo del videojuego es «Desolación», el cual está compartido con Tales of Zestiria, pero los eventos en Berseria ocurren en un pasado distante a Zestiria. Hay un incontable número de islas alrededor, y el dominio de Midgand acapara incluso más allá de los océanos. Las áreas de tierra e islas en el juego están divididas en «territorios». El juego sigue a la protagonista Velvet Crowe (ベルベット・クラウ Berubetto Kurau?) (voz de Rina Satō), una joven de 19 años la cual cambió completamente por un incidente que ocurrió tres años antes del comienzo del videojuego y busca venganza del hombre que mató a su hermano menor.

## Desarrollo
Bandai Namco Games presentó una marca registrada para el título, junto a otros dos, el 20 de abril de 2015. La trama principal del juego es el conflicto entre la razón y las emociones, con Velvet siendo la encarnación de las emociones y la furia. El 6 de junio de 2015, el juego fue oficialmente anunciado, incluyendo detalles acerca de la protagonista, con su voz interpretada por Rina Satō y su diseño hecho por Mustumi Inomata. También fue revelado que Ufotable animaría las cinemáticas. El juego fue descrito como la parte final del aniversario de los veinte años de la compañía con la serie Tales of. El año de lanzamiento del juego en Japón fue anunciado en diciembre de 2015, mientras que su lanzamiento en occidente para Microsoft Windows y PlayStation 4 fue confirmado para una semana después.